# هارفي راسيل
هارفي راسيل (بالإنجليزية: Harvey Russell)‏ هو لاعب كرة قاعدة أمريكي، ولد في 10 يناير 1887 في Marshall, Virginia ‏ في الولايات المتحدة، وتوفي في 8 يناير 1980 في الإسكندرية في الولايات المتحدة.

## وصلات خارجية
- هارفي راسيل على موقعبيزبول رفرنس.كوم (الدوري الرئيسي) (الإنجليزية)
- هارفي راسيل على موقعبيزبول رفرنس.كوم (الدوري الثانوي) (الإنجليزية)